# Carla Cruz
Carla Maria da Costa e Cruz (Braga, 6 de Novembro de 1971) é uma psicóloga, professora e política portuguesa, deputada à Assembleia da República Portuguesa pelo círculo eleitoral do Distrito de Braga, eleita nas listas da Coligação Democrática Unitária pelo Partido Comunista Português na XII e na XIII Legislatura.

## Biografia
Carla Cruz é licenciada em Psicologia e Pós-Graduada em Psicologia da Educação pela Universidade do Minho. Psicóloga na área da Acção Social, trabalhou no Núcleo Regional de Braga da Associação Portuguesa de Paralisia Cerebral, e prestou apoio à Associação Portuguesa de Deficientes. Elaborou relatórios técnicos psicológicos para processos judiciais para o Movimento Sindical Unitário.
Professora do Ensino Superior entre 2001 e 2009, foi coordenadora de curso durante 2 anos lectivos. Presidente do estabelecimento de ensino em que deu aulas, foi também membro do seu Conselho Pedagógico.

## Atividade Política
Militante do Partido Comunista Português, é membro da Direcção da Organização Regional de Braga do PCP e integra a Comissão Concelhia de Braga.

### Política Local
Eleita na Assembleia Municipal de Braga, foi cabeça de lista à Assembleia de Freguesia de Lomar.

### Deputado à Assembleia da República
Em 2013, no decorrer da XII Legislatura, Carla Cruz subsitituiu enquanto deputada à Assembleia da República pelo Distrito de Braga o deputado Agostinho Lopes, eleito naquele círculo eleitoral pelo Partido Comunista Português nas listas da Coligação Democrática Unitária.
A sua intervenção na Assembleia da República destaca-se pela sua defesa do início da construção do novo Hospital de Barcelos, da ligação ferroviária entre Braga e Guimarães e do investimento nos transportes públicos.
Eleita diretamente pela primeira vez deputada à Assembleia da República pelo Distrito de Braga nas Eleições legislativas de 2015 para a XIII Legislatura da Terceira República Portuguesa. 
Não logrou ser reeleita nas eleições legislativas de 2019, nas quais a votação da CDU foi, pela primeira vez desde as Eleições Legislativas de 2002, insuficiente para a eleição de um deputado pelo círculo eleitoral de Braga.

#### XIII Legislatura
Na XIII Legislatura foi coordenador do Grupo Parlamentar do PCP na Comissão de Saúde. Foi membro da Comissão de Negócios Estrangeiros e Comunidades Portuguesas.
Coordenou os Grupos de Trabalho Parlamentar dedicados ao Registo Oncológico Nacional e à Nova Lei de Bases de Saúde. Pertenceu aos Grupos de Trabalho dedicados à Petição Toda a vida tem dignidade, à Temática das Bactérias de Legionella, aos Direitos das Pessoas Doentes em fim de Vida, aos Direitos das Grávidas, aos Atos de Profissionais da Àrea da Saúde, ao Acompanhamento da Problemática do VIH/Sida e Hepatites, ao Acompanhamento das Doenças Oncológicas, à Investigação em Células e Tecidos de Origem Humana, à Utilização da canábis para fins medicinais, à Autonomia das Instituições, ao Recrutamento dos Médicos Internos, à Avaliação das Parcerias Público Privadas da Saúde, às Terapêuticas Não Convencionais e ao IVA nas terapêuticas não convencionais.
Presidente do Grupo Parlamentar de Amizade Portugal-São Tomé e Príncipe, e membro dos grupos Portugal-Suiça e Portugal-França.

#### XII Legislatura
Na XII Legislatura foi coordenador do Grupo Parlamentar do PCP na Comissão de Negócios Estrangeiros e Comunidades Portuguesas, na Comissão de Assuntos Europeus e na Comissão para a Ética, a Cidadania e a Comunicação. Foi membro da Comissão Parlamentar de Inquérito para Apuramento das Responsabilidades pelas Decisões que Conduziram ao Processo de Subconcessão dos Estaleiros Navais de Viana do Castelo.
Coordenou o Grupo de Trabalho dedicado aos Médicos de Família para todas as Crianças. Pertenceu aos Grupos de Trabalho dedicados à Alteração da Lei do Conselho das Comunidades Portuguesas
Subcomissão, à Qualidade e segurança de tecidos, células e órgãos, às Ordens Profissionais da Saúde, à Ictiose / Doenças Raras, aos Cuidados de saúde transfronteiriços, ao Plano de Atividades, ao Código da Publicidade, ao Acompanhamento da Problemática do VIH-Sida, à Regulamentação das Profissões - Podologista, Gerontólogo e Optometrista - Uniformização de Projetos de Resolução, às Petições, às Audiências e à Qualidade e Segurança nos Transplantes.